# لويس ميغيل كامارا
لويس ميغيل كامارا (بالإسبانية: Luis Miguel Cámara)‏ هو لاعب كرة قدم مكسيكي، ولد في 28 نوفمبر 1993. لعب مع أتلانتي إف سي.